# Jan-Luca Rumpf
Jan-Luca Rumpf (* 8. Juli 1999 in Wiesbaden) ist ein deutscher Fußballspieler. Der Innenverteidiger stand zuletzt bei Alemannia Aachen unter Vertrag.

## Karriere
Rumpf spielte im heimischen Hessen für Jugendmannschaften des SV Wehen Wiesbaden sowie von Eintracht Frankfurt. Sein letztes A-Jugend-Jahr verbrachte er bei Hannover 96 und absolvierte in der Juniorenbundesliga sowie im -pokal 27 von 28 Spielen, davon 26 über die volle Spielzeit. Am Ende wurde der Verteidiger mit der Mannschaft Achter und rückte im Sommer 2018 in die zweite Herrenmannschaft auf, die in der Regionalliga Nord antrat. Unter Cheftrainer Christoph Dabrowski erhielt Rumpf jedoch keine Einsatzchance und wechselte innerhalb der Winterpause zum Oberligisten Sportfreunde Siegen. Dort war er sofort Stammspieler und verpasste nur ein Spiel bis zum Saisonende.
Im Anschluss wurde der Hesse vom Bundesligaaufsteiger SC Paderborn 07 verpflichtet und mit einem Zweijahresvertrag ausgestattet. Rumpf trainierte als Teil des Kaders mit den Profis, spielte aber zunächst nur für die Oberligamannschaft, für die er bis zum Saisonabbruch aufgrund der COVID-19-Pandemie auf 19 Einsätze (zwei Tore, ein Assist) kam. Am 31. Bundesligaspieltag stand er dann in der Viererkette neben Jamilu Collins, Christian Strohdiek und Laurent Jans unter Cheftrainer Steffen Baumgart beim 1:5 gegen Werder Bremen in der Startelf und absolvierte alle Einsatzminuten. Bereits zwei Spieltage vor Schluss stand für den Verteidiger und Paderborn der direkte Wiederabstieg fest. Da vier weitere Innenverteidiger, darunter der Stammspieler Sebastian Schonlau sowie der Neuzugang Marcel Correia, im Kader standen, wurde Rumpfs Vertrag Mitte September 2020 aufgelöst und er wechselte ablösefrei zum Regionalligisten SC Fortuna Köln, wo er bis in den Sommer 2023 blieb. Danach wechselte er zu Alemania Aachen. Zwei Jahre später verließ er den Verein.

## Sonstiges
Rumpf wuchs in Hünfelden auf und hat eine Schwester.

## Erfolge
- Meister der Regionalliga West: 2024
- Mittelrheinpokal-Sieger: 2024